# Diplonevra hypermeka
Diplonevra hypermeka är en tvåvingeart som beskrevs av Corona och Brown 2005. Diplonevra hypermeka ingår i släktet Diplonevra och familjen puckelflugor.
Artens utbredningsområde är Costa Rica. Inga underarter finns listade i Catalogue of Life.